# Matijaši
Matijaši is een plaats in de gemeente Žminj in de Kroatische provincie Istrië. De plaats telt 57 inwoners (2001).